# FMいずのくに
株式会社FMいずのくには、静岡県伊豆の国市、伊豆市および田方郡函南町の各一部地域を放送区域として超短波放送（FM放送）をする特定地上基幹放送事業者である。

## 概要
2012年度（平成24年度）に伊豆の国市の事業としてスタート。
伊豆の国市では、開局に向けてかねてから県内のコミュニティ放送局や全国の放送局の運営などを研究してきたが、安定した経営が難しいことから事業推進に至らなかった。
しかし、東日本大震災の影響を受けて災害等の際の情報網の重層化が必要であり、地域活性のための重要なツールとして計画が立案、実施に至った。
当初は伊豆市と共同で開設する計画であったが、地域に密着した情報を送るなどの理由で別々に開局することとなった。
地元企業や市民の支援を受け、伊豆の国市が主体となり免許人とするために株式会社FMいずのくにを設立。2020年11月現在、伊豆の国市が48.3％の株式を保有し筆頭株主となっている。
2013年（平成25年）3月27日に特定地上基幹放送局の予備免許を取得、4月11日に特定地上基幹放送局の免許を取得
、4月12日の12時9分20秒（語呂合わせ）に開局した。

## 特徴
当初はきらら方式を採用し、7:00から21:00までの14時間全ての自社制作生放送を実施していた。
万一に備えて市役所（伊豆長岡庁舎）から放送が可能となるように放送設備を整えている。この設備を利用し、年に数回伊豆の国市議会の本会議を生中継している。しかし、2022年度の議員全員協議会で協議した結果、休止賛成の議員が多数を占めたため、2023年度6月から議会中継は中止となった。
ふるさと納税の返礼品として、「30分番組の企画制作＆出演」と「オリジナル20秒CMの企画制作」のコースが設定されたことがあり、2019年11月17日に特別番組が放送された。
2021年2月1日よりミュージックバードの配信番組を導入。同年4月より本格運用し、2021年7月1日から24時間放送が開始された。
2021年11月4日 - 19日の平日、静岡県のコミュニティFM全12局が連携して、「やさしい日本語」のラジオ番組『やさしい日本語を使おう～やさ日（にち）ラジオ』を制作・放送した。なお、FMいずのくに制作の番組は11月12日に放送。
2023年4月15日、韮山時代劇場にて午前10時から午後3時まで地元飲食店や雑貨店等が出店するマルシェや、県東部のシンガーソングライターや番組を持つアーティストによるライブも行われ、その後午後4時から6時までの間で開局10周年記念番組を放送した。

## 紙面媒体
2014年10月から「CLUBいずのくにマガジン」を3か月に一度発行し（フリーマガジン）、駅や加盟店、公共の窓口等で配布している。
2021年1月発行のVol.30から、判形がそれまでのA5判からA4判にサイズアップされた。

## サイマル放送
2014年9月20日よりSimulRadioに、2021年11月1日よりJCBAインターネットサイマルラジオにそれぞれ参加。インターネットでの聴取が可能となっている。

## 番組編成
番組編成はミュージックバード配信番組を除いて自社制作番組で構成されている。番組名の頭に「※」が付いている番組はFM IS制作。なお、FM ISでは毎週金曜日の16:30 - 17:45に放送されている。

### 主な自社制作番組

#### 平日
- モーニングTime877（月曜 - 金曜 7:00 - 9:00）
- Hello! ボンボンRadio（月曜 - 金曜 11:00 - 13:00）
- いずのくににコミュっと!（火曜 13:00 - 13:30）
- かいふくラジオ（第2火曜 18:00 - 19:00）
- 歌謡曲だら人生は（火曜 19:00 - 21:00）
- いずのくに川柳（自由句）（第1水曜 10:00 - 11:00）
- えふえむこどものくに（水曜 10:00 - 11:00）
- 海瀬京子のいずクラ（第3水曜 14:00 - 14:30）
- Izu So Go!（水曜 14:30 - 14:45）
- 我らは土肥高生なり（水曜 14:45 - 15:00）
- 包丁を捨てよ、飲みに出よう!（水曜 17:30 - 18:00）
- ミオクルカタチ（第1木曜 13:00 - 14:00）
- 怪傑! I AM A LAWYER（第3木曜 13:00 - 14:00）
- みつけよう!マイスイートルーム（木曜 14:00 - 15:00）
- イヤされています!! ワンにゃんライフ（木曜 16:00 - 17:00）
- ごはんの出番だ!!（第3木曜 18:00 - 19:00）
- 伊豆長岡ご意見番（第1木曜 19:00 - 20:00）
- 今夜もラバさんde night（第2木曜 19:00 - 20:00）
- 丸見屋酒店presents 今夜もvin vin いっちゃいましょう!!（第4木曜 19:00 - 20:00）
- お話の玉手箱 全国の昔話と文学作品（第2木曜 20:00 - 21:00）
- ケニーG.G POP（第2金曜 19:00 - 20:00）
- 伊豆マスターのなんでも言っちゃって!（第1・3金曜 19:30 - 20:00）
- 金曜8時はサザンタイム～今夜もありがとねー♡～（第1金曜 20:00 - 21:00）
- 希世＆キヨ歌の時間ですよ♪（第2金曜 20:00 - 21:00）
- 寺内流エレキ道場（第3金曜 20:00 - 21:00）
- アンドゥのギターでトーク!!（最終金曜 20:00 - 21:00）

#### 土曜・日曜
- 三ッ沢グッチ&片岡大輔のVAMOS! SS伊豆!（第2土曜 19:00 - 20:00）
- かもちゃんのミュージックジャパン（日曜 17:00 - 19:00）
- グッチ!Aya!ヤマピーのいずのくに元気STUDIO877!!（第2・4日曜 20:00 - 21:00）